# Alcamo Calcio 1983-1984
Questa voce raccoglie le informazioni riguardanti l'Alcamo Calcio nelle competizioni ufficiali della stagione 1983-1984.